# Uścimów-Kolonia
Uścimów-Kolonia – część wsi Stary Uścimów w Polsce, położona w województwie lubelskim, w powiecie lubartowskim, w gminie Uścimów.
W latach 1975–1998 Uścimów-Kolonia należał administracyjnie do województwa lubelskiego.